# Anne-Marie Basch
Anne-Marie Basch (ou Ana Marija Basch, aussi orthographié Baš ou Bach, née le 16 juin 1893  à Újszentiván  et morte le 25 juillet 1979 à Budapest) est une infirmière et militante du parti communiste. Elle fuit la répression en Yougoslavie au début des années 1930 et se réfugie en Belgique. Elle se rend ensuite en Espagne pour apporter son soutien aux Républicains espagnols. De retour en Belgique, après la défaite de la République espagnole, elle s'engage dans la Résistance pendant la Seconde guerre mondiale. Elle est une survivante de la déportation à Ravensbrück et à Neubrandenbourg. Après la guerre, elle vit à Budapest.

## Biographie

### Jeunesse en Yougoslavie
Ana Marija Révész, dite Anne-Marie, est née le 16 juin 1893, à Ujszentivan qui se trouve alors en Autriche-Hongrie, dans une famille de la bourgeoisie hongroise, d'origine juive. Elle passe son enfance à Bajmok, puis fréquente le lycée à Budapest et à Subotica. Après ses études secondaires, elle s'inscrit dans une école de commerce.
Elle épouse André (Endre) Basch (16 novembre 1890-4 mars 1943), un ingénieur issu d'une famille juive assez aisée. De 1914 à 1917, André Basch est mobilisé dans l'armée austro-hongroise. Il est blessé sur le front italien et hospitalisé à Gorica, en Slovénie. C'est là que le couple se rencontre. Ils ont un fils, Jan (Janoš ou Jovan ou Jean) né le 26 novembre 1910. Ils s'installent à Subotica en 1920, qui est entre-temps devenue une ville yougoslave. En 1926, André Basch adhère au Parti communiste de Yougoslavie (KPJ) clandestin depuis son interdiction en 1921. Anne-Marie Basch adhère à son tour en 1929,.
Anne-Marie Basch est employée dans un jardin d'enfants mais perd son travail à la suite d'une arrestation par la police parce qu'elle hébergeait une militante communiste recherchée. 
Elle est aussi une militante du mouvement féministe prolétarien, fonde des organisations d'entraide ouvrière et participa au congrès d'aide ouvrière de 1929 à Berlin en tant que déléguée.
La répression contre les communistes s'aggravant en Yougoslavie après la proclamation de la dictature par le roi Alexandre Ier le 6 janvier 1929, de nombreux militants sont arrêtés ou s'exilent. Le couple Basch émigre en Belgique en 1930, grâce aux contacts qu'André Basch y a établi dans le cadre de l'Aide internationale aux travailleurs,.

### Vie en Belgique
À Bruxelles, Anne-Marie Basch fait des études d'infirmière et travaille dans un hôpital de la ville. Elle adhère à la Confédération générale du travail, une organisation syndicale de tendance syndicaliste révolutionnaire, en 1935. Ses activités politiques lui valent d'être plusieurs fois arrêtée par la police.
André Basch dirige la section yougoslave du Parti communiste de Belgique (PCB), leur fils Jan adhère au syndicat socialiste des métallurgistes et aux Jeunesses Communistes (JC).
En 1936, la police belge, informée qu'ils utilisent des chambres de l'hôpital pour cacher provisoirement des nouveaux exilés communistes arrivant de Hongrie et de Yougoslavie, arrête André et Anne-Marie Basch. Tous deux sont expulsés de Belgique, avec leur fils Jan et se replient à Paris.

### Durant la Guerre d'Espagne
Fidèles à leurs convictions, ils soutiennent les républicains lors de la guerre d'Espagne et se portent volontaires en octobre 1936 pour rejoindre les Brigades internationales alors en formation. Ils arrivent en Espagne le 27 octobre 1936. Anne-Marie Basch est affectée comme infirmière à l'hôpital des Brigades internationales à Valence, puis travaille pendant huit mois dans un hôpital de campagne où son dévouement envers les blessés est loué. Elle participe, comme porte-parole de la délégation des femmes du Service médical international, à la Conférence des femmes antifascistes d’Espagne le 30 octobre 1937 à Valence,.
Son fils Jan Basch, encore adolescent se porte volontaire pour servir dans la onzième brigade des internationaux, devenant l'un des plus jeunes volontaires internationaux, tandis que son père est surnommé El Viejo (le vieux) car, à 46 ans, il est un des plus âgés. Jan Basch participe à des batailles particulièrement dures.
Avec son mari et son fils, Anne-Marie Basch est admise dans le Parti communiste d'Espagne (PCE) en 1938. Le 21 septembre 1938, dans une ultime tentative d'obtenir du soutien étranger, la République espagnole dissout les Brigades internationales. Après la Retirada, la famille Basch est internée provisoirement en France, dans le camp de Saint Cyprien,.

### Résistance en Belgique
Anne-Marie et Jan Basch regagnent Bruxelles. Après l'invasion de la Belgique par l'Allemagne nazie, ils s'engagent dans la Résistance belge. À la fois communistes et juifs, ils sont doublement exposés, bien qu'ils ne se soient pas déclarés comme juifs en 1940,.
Anne-Marie Basch organise l'hébergement et la logistique des groupes de résistance et, en 1943, est l'officier de santé des partisans à Bruxelles. Elle est arrêtée le 27 avril 1944 ou le 29 mars  selon les sources, lors de la rafle de 28 partisans bruxellois, dont 14 juifs, qui démantèle le corps de Bruxelles des Partisans. Elle est emprisonnés à la prison de Saint-Gilles puis déportée en Allemagne.  Elle arrive à Ravensbrück le 18 juin 1944 puis, après un mois de quarantaine, est transférée le 19 juillet 1944 à Neubrandenbourg. Libérée par les troupes britanniques le 1er mai 1945, elle rentre le 25 mai à Bruxelles.

### L'après Seconde Guerre mondiale
Elle retrouve à Bruxelles son fils et sa belle-fille Louise qui ont un fils après la guerre. Ils partent d'abord en Yougoslavie, mais sont déçus du régime du Maréchal Tito, opposé au stalinisme. Ils s'installent alors en Hongrie, en 1949, un pays loyal à l'Union soviétique, à Budapest. Anne-Marie Basch y enseigne dans une école d'infirmières,.
Elle est décorée lors d’une cérémonie en l’honneur des volontaires de la 13e Brigade internationale en 1968 à Varsovie.
Marie-Anne Basch décède à Budapest le 25 juillet 1979.

### André et Jan Basch
Lors de la retraite républicaine d'Espagne, André Basch n'obtient pas l'autorisation de retourner en Belgique. Il passe par les camps français de Gurs et Saint-Cyprien. Il séjourne à Saint-Étienne et travaille pour une entreprise de construction. Il participe à la Résistance française jusqu'à son arrestation par les autorités de Vichy. Il est transféré à Drancy. Le 4 mars 1943, il est emmené à Auschwitz par le convoi no 50. Il est déclaré mort le 9 mars 1943 dans le camp de Maïdanek. Son nom figure dans la liste de Yad Vashem des déportés de ce convoi,,,. Son nom est inscrit sur le Mémorial de la Shoah à Paris, dalle no 3, colonne no 1, rangée no 3.
Jan Basch participe à la résistance belge. Il commande le 2e bataillon du Corps de Bruxelles, est chargé de l'armement et organise des attaques contre des cibles militaires allemandes. Il est arrêté à Bruxelles le 31 mars et déporté à Buchenwald. D'après son petit fils, Gabor Basch, il parvient à s'évader.  Plus tard, à Budapest, il est condamné à un an de prison, accusé d'espionnage impérialiste. À partir des années 1950, il abandonne tout militantisme politique,.